# Panagia Angeloktisti

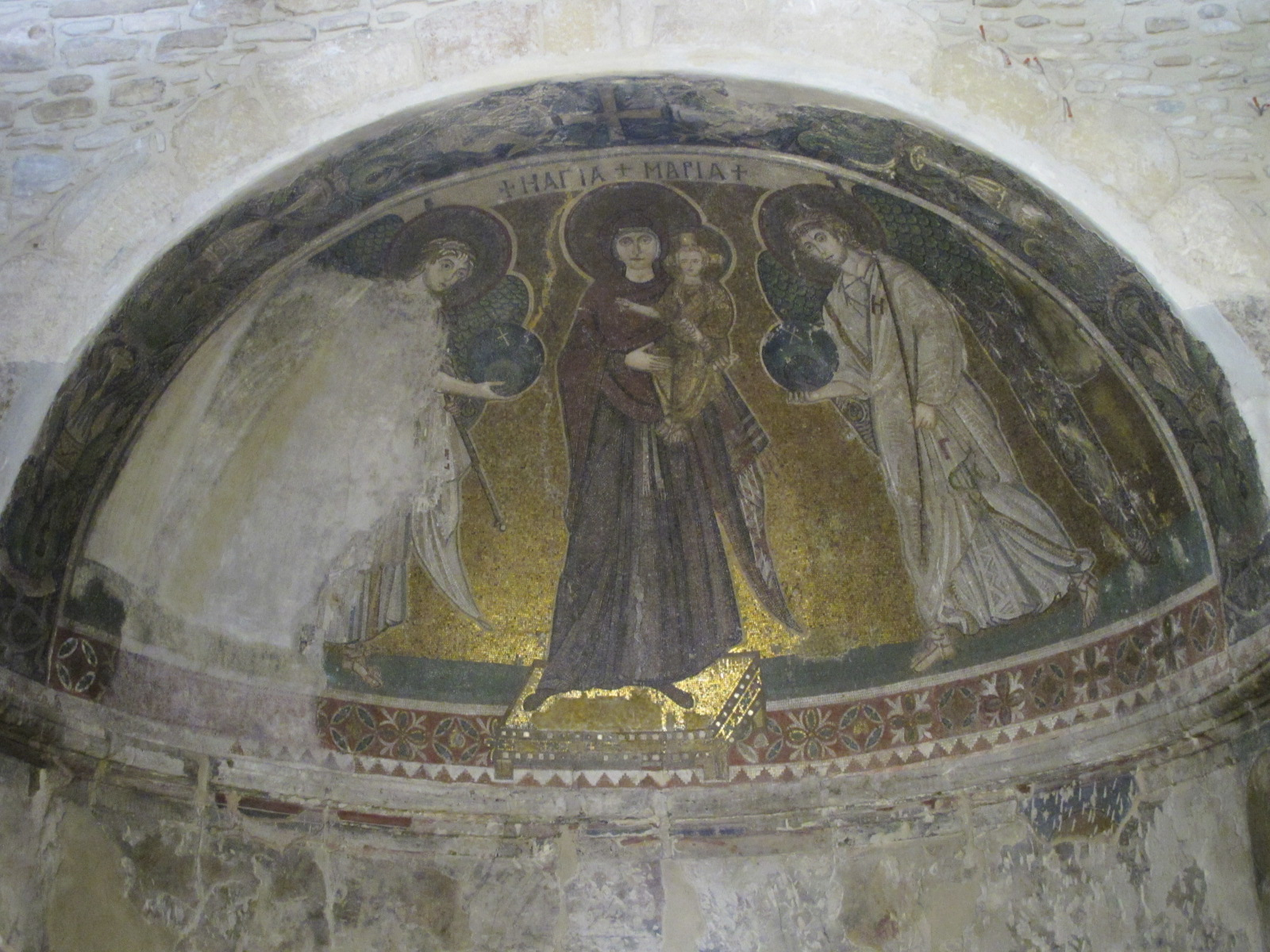
Das Apsismoasik

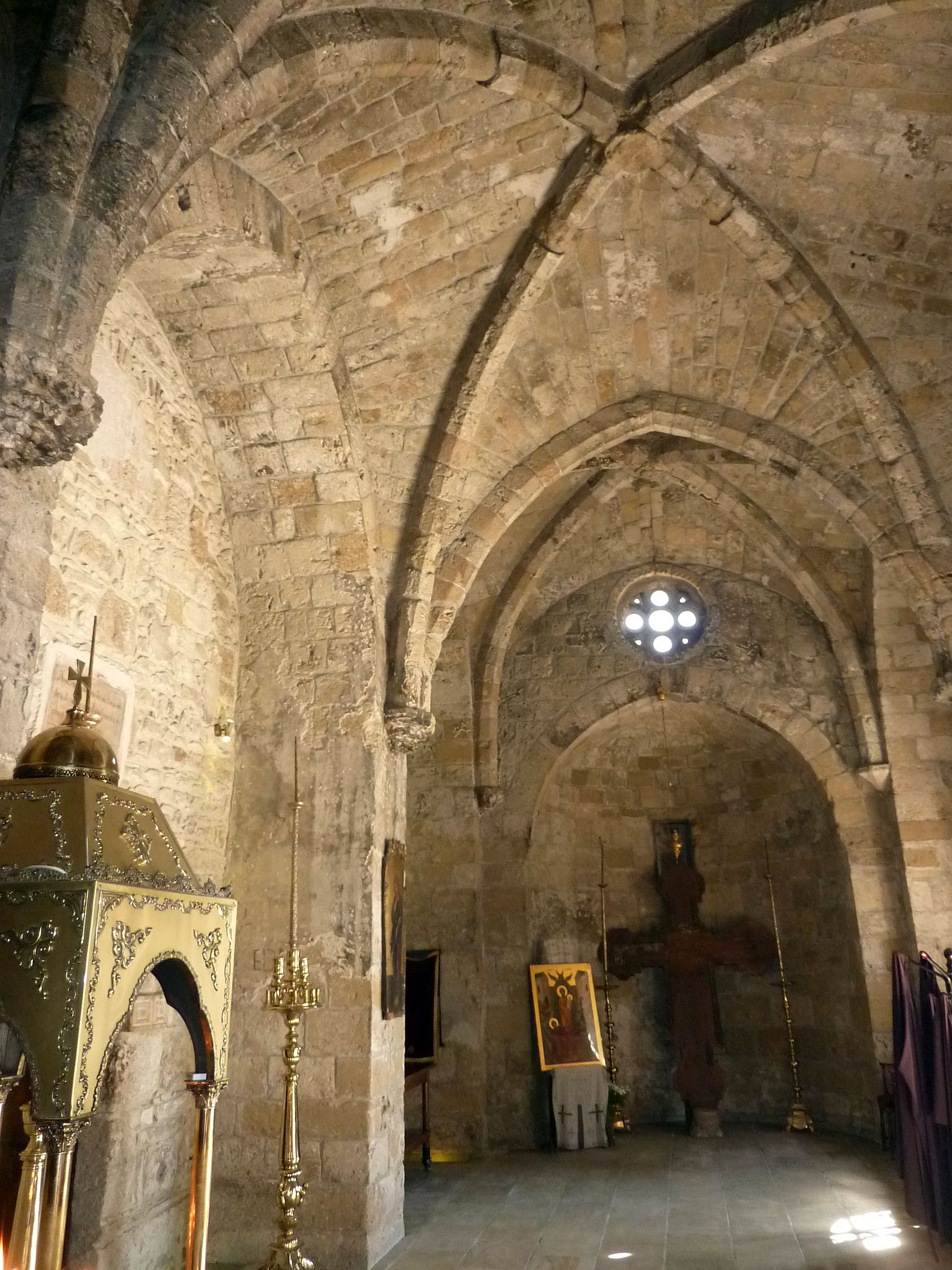
Die Kreuzfahrerkapelle

Die Panagia Angeloktisti (griechisch Παναγίας της Αγγελόκτιστης Panagia tis Angeloktistis, auch Panagia Aggeloktisti) ist ein orthodoxes Kirchengebäude im Ort Kiti, der sich 11 km südlich von Larnaka auf Zypern befindet. Die byzantinische Kirche ist berühmt für ihr Apsismosaik aus dem 6. Jahrhundert. Das Gotteshaus befindet sich seit 2015 auf der Vorschlagsliste für die Aufnahme in das UNESCO-Welterbe.

## Geschichte
Die byzantinische Panagia Angeloktisti entstand im 11. Jahrhundert als Kreuzkuppelkirche. In den Bau wurde die erhaltene Apsis einer frühchristlichen Basilika aus dem 5. Jahrhundert einbezogen, in der sich das Marienmosaik aus dem 6. Jahrhundert befindet, das die Heilige Maria als Hodegetria zeigt. Diese Basilika wurde um 800 im Zuge der arabischen Invasion Zyperns zerstört.
Um 1400 wurde der Kirche eine gotische Seitenkapelle zur Zeit der fränkischen Kreuzfahrerherrschaft des Hauses Lusignan auf Zypern hinzugefügt, um dem lateinischen Ritus für die Gottesdienste der herrschenden Oberschicht dienen zu können. Noch heute findet sich das Wappen der fränkischen Familie Gibelet über dem Eingang. Heute dient die Kapelle als Vorhalle des Gotteshauses.